# Nawakerti
Nawakerti is een bestuurslaag in het regentschap Karangasem van de provincie Bali, Indonesië. Nawakerti telt 2667 inwoners (volkstelling 2010).